# Académie de Roumanie à Rome
L'Académie roumaine à Rome (en roumain : Școala română din Roma, en italien : Accademia di Romania in Roma) est une institution de recherche placée sous l'égide de l'Académie roumaine, fondée en 1920 par une initiative de l'archéologue Vasile Pârvan et de l'historien Nicolae Iorga.  
L'Académie roumaine à Rome est le représentant officiel[C'est-à-dire ?] de l'Institut culturel roumain (ICR) à Rome.[réf. nécessaire] Actuellement, la présidente de l’ICR est Liliana Țuroiu.

## Localisation
Le site de l'Académie roumaine de Rome se trouve sur le Pincio, à proximité du parc de la Villa Borghèse, à Rome. La villa abritant l'Académie roumaine à Rome date de 1933 et a été conçue dans un style classique par Petre Antonescu. 